# جيمس إيرفاين
جيمس إيرفاين (بالإنجليزية: James Irvine)‏ هو أستاذ جامعي ومصمم بريطاني، ولد في 1 ديسمبر 1958 في لندن في المملكة المتحدة، وتوفي في 18 فبراير 2013 في ميلانو في إيطاليا.